# Русько-Орлівка
Ру́сько-Орлі́вка — село Іловайської міської громади Донецького району Донецької області, Україна.

## Загальні відомості
Відстань до райцентру становить близько 27 км і проходить автошляхом місцевого значення.
Землі села межують із територією с-ща Захарченко Шахтарського району Донецької області.
Неподалік від села розташований ботанічний заказник місцевого значення «Урочище Обушок».
Унаслідок російської військової агресії із серпня 2014 р. Русько-Орлівка перебуває на тимчасово окупованій території.

## Населення

### Мова
Розподіл населення за рідною мовою за даними перепису 2001 року:
| Мова       | Кількість | Відсоток |
| ---------- | --------- | -------- |
| українська | 71        | 89.87%   |
| російська  | 8         | 10.13%   |
| Усього     | 79        | 100%     |

За даними перепису 2001 року населення села становило 79 осіб, із них 89,87 % зазначили рідною мову українську та 10,13 % — російську.